# Thom Haye
Thom Jan Marinus Haye (Ámsterdam, 9 de febrero de 1995) es un futbolista neerlandés, naturalizado indonesio, que juega de centrocampista en el Almere City F. C. de la Eredivisie. Es internacional con la selección de fútbol de Indonesia.

## Selección nacional
Haye fue internacional sub-15, sub-16, sub-17, sub-19, sub-20 y sub-21 con la selección de fútbol de los Países Bajos, pero para la selección absoluta se decidió por la selección de fútbol de Indonesia, tras naturalizarse indonesio en diciembre de 2023.
Con la selección sub-17 neerlandesa ganó el Campeonato Europeo Sub-17 de la UEFA 2011 y el Campeonato Europeo Sub-17 de la UEFA 2012, mientras que con la selección indonesia debutó el 26 de marzo de 2024, en un partido de Clasificación de AFC para la Copa Mundial de Fútbol de 2026 frente a la selección de fútbol de Vietnam, que terminó con victoria indonesia por 3-0.

## Clubes
| Club                 | País         | Año       |
| -------------------- | ------------ | --------- |
| AZ Alkmaar           | Países Bajos | 2012-2016 |
| Willem II            | Países Bajos | 2016-2018 |
| U. S. Lecce          | Italia       | 2018-2019 |
| ADO Den Haag         | Países Bajos | 2019-2020 |
| NAC Breda (cedido)   | Países Bajos | 2020      |
| NAC Breda            | Países Bajos | 2020-2022 |
| Sportclub Heerenveen | Países Bajos | 2022-2024 |
| Almere City F. C.    | Países Bajos | 2024-     |

## Palmarés

### Títulos internacionales
| Título                               | Club (*)            | Sede      | Año  |
| ------------------------------------ | ------------------- | --------- | ---- |
| Campeonato Europeo Sub-17 de la UEFA | Países Bajos sub-17 | Serbia    | 2011 |
| Campeonato Europeo Sub-17 de la UEFA | Países Bajos sub-17 | Eslovenia | 2012 |

(*) Incluyendo la selección.